# Лаерт
У грчкој митологији, Лаерт (грч. Λαέρτης) је био син Акрисија и Халкомедузе, отац Одисеја и Ктимене и муж Антиклеје, кћерке лопова Аутолика. Лаерт је учествовао у походу Аргонаута и у лову на Калидонског вепра. Имао је титулу краља Кефалоније, коју је вероватно наследио од свог оца Акрисија, односно од свог деде Кефала. Под својом влашћу држао је Итаку и острва која су је окруживала, а можда чак и неке делове копна који су припадали другим грчким полисима.
Кад је Одисеј отишао у Тројански рат, а његову жену Пенелопу почели да опседају просци, Лаерт је се повукао да живи далеко од града, где је водио рачуна о винограду и воћњаку. Сусрет имеђу оца и сина, по Одисејевом повратку кући, спада у најдирљивије епизоде Хомеровог епа. У први мах Лаерт није препознао Одисеја, али када му је син навео број стабала у његовом врту: 13 крушака, 9 јабука, 40 смокава и показао још неке знаке за распознавање, старац се онесвестио.
Према неким изворима, Одисејев отац није био Лаерт, већ Сизиф, који је завео Антиклеју.